# Capela de São Silvestre (Alqueidão do Arrimal)
A Capela de São Silvestre (e do Bom Jesus das Chagas) é um monumento religioso na localidade no Alqueidão do Arrimal, na presente freguesia de Arrimal e Mendiga, no Município de Porto de Mós. 

## Descrição Histórica

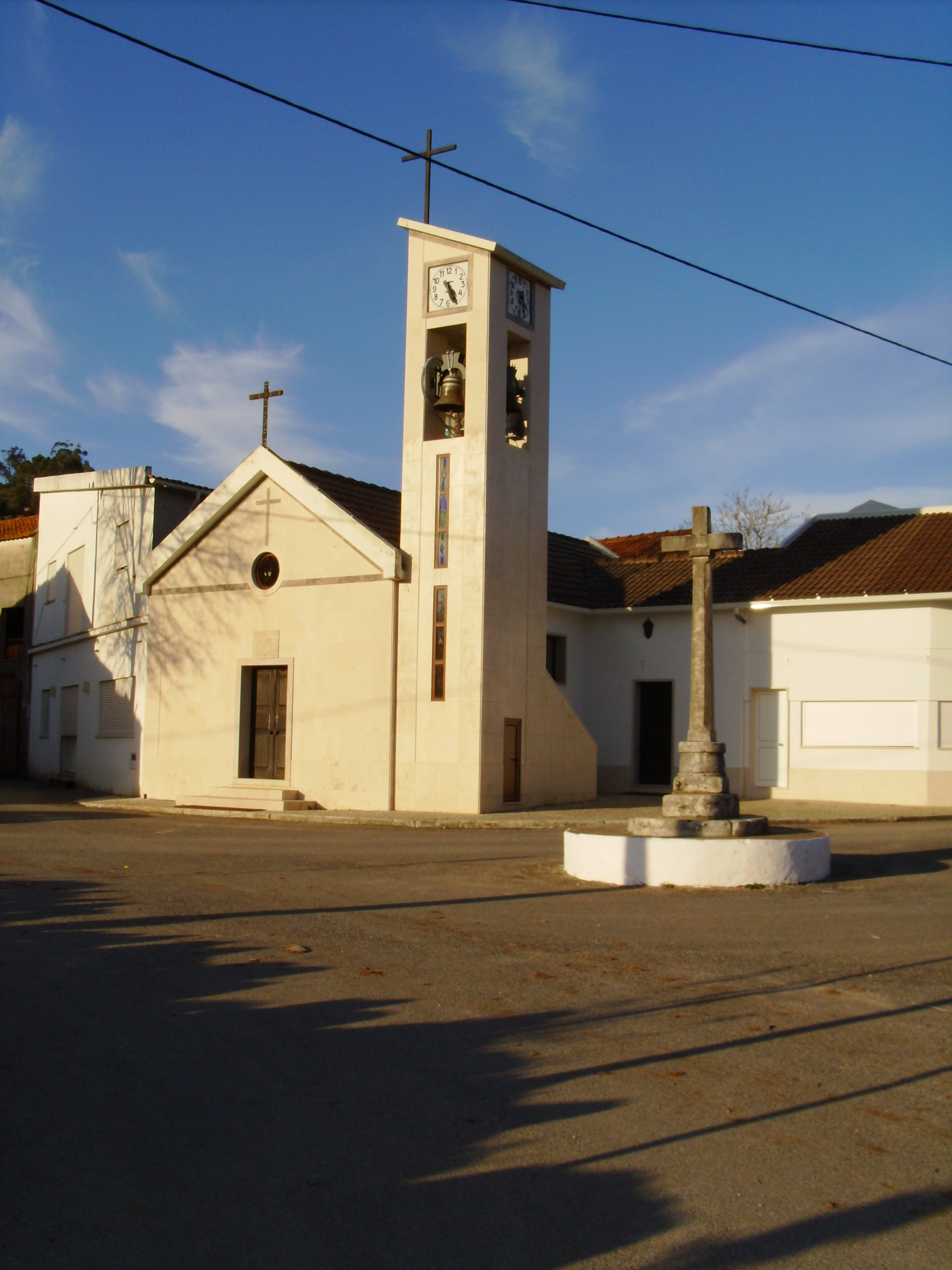
Capela de São Silvestre do Alqueidão do Arrimal e Cruzeiro do Largo da Ermida

A Capela de S. Silvestre localiza-se no Alqueidão do Arrimal  a sua  primeira referencia conhecida encontra-se em O Couseiro quando enumera «No logar do Alqueidão está uma ermida, da invocação de S. Silvestre, feita no anno de 1603 para administração dos sacramentos, e por isso são os moradores obrigados á fabrica d’ella».
No exterior da capela sobre a porta encontra-se uma lápide com a seguinte inscrição:
«Mel Carvalho por sua devasão mandou fazer esta irmida a nosa snr e deixa renda pª.q alampada da santa caza esteja aseza de noite e dedia e quem comunguar nesta irmida, pordia de S. Silvestre e dia da invensão da crus ganha mtas enduligensias q consedeo sua santidade e ped hu padre noso e hua avé Maria por os q estão em agoniada morte fiqua esta memoria pª.q se não perqua esta devasão era de 1667»
Segundo a tradição local, este doador seria marinheiro e quando se viu apertado em alto mar fez uma promessa de erguer ali esta capela. A promessa incluía ainda o casar com a mulher mais mundana que encontrasse cumprindo a promessa, na noite de núpcias disse á mulher que se deitasse, enquanto saia por uns momentos saiu e não mais voltou.
Os terrenos doados pertencentes à capela fora mais tarde vendidos pelo Bispo de Leiria D. Manuel de Aguiar que aplicou o dinheiro assim obtido na construção do Hospital de Leira o qual tem o nome deste prelado.
As imagens que fazem parte desta capela são as seguintes: Bom Jesus das Chagas, destaca-se  pela existência da escultura em madeira (uma obra magnífica de arte sacra). e o S. Silvestre, (estas anteriores ao ano de 1758), Nossa Senhora do Rosário e Nossa Senhora do Livramento.

### Intervenções e Restauros
Esta capela foi toda restaurada pelo povo no ano de 1977. Neste restauro a capela sofreu algumas alterações em relação ao seu aspeto primitivo. Foi ampliada, e recebeu uma torre sineira composta por dois sinos de bronze e um relógio. Antes da remodelação da capela no sítio onde hoje está o anexo da quermesse existia o “Choiso da Capela” onde existia uma figueira. 
No ano de 2001 a capela volta a ser alvo de alterações com mais uma ampliação da qual faz parte ao anexo da sacristia e um restaurante e bar para as festas. 
Em 2005 a torre recebeu um revestimento em pedra e dos vidros foram decorados com pinturas realizadas pelo Rodrigo Emanuel Henriques de Sousa.
Em 2024 foi construído o Salão de São Silvestre. 

### Festas Religiosas
A capela tinha festa anula em honra ao bom Jesus das Chagas por razões desconhecidas esta festa deixou de se fazer há já muitos anos. 

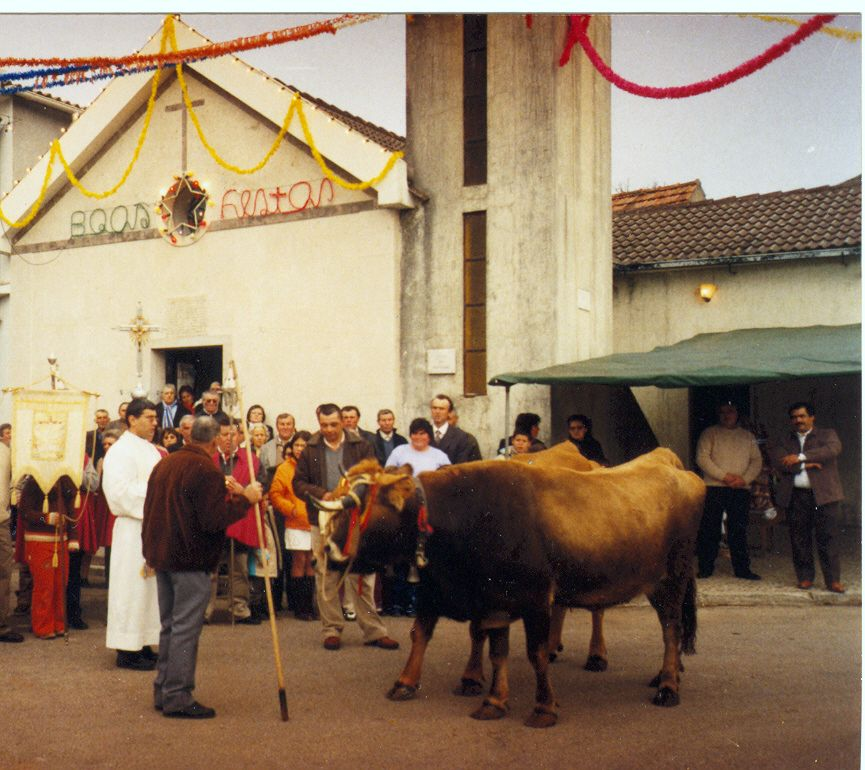
Benção do Gado Bovino Capela de São Silvestre Alqueidão do Arrimal

A capela mantém a festa anual em honra de São Silvestre no primeiro dia de cada ano com a tradicional bênção do gado bovino após efetuadas três voltas em redor do cruzeiro. A esta bênção tinham que ir obrigatoriamente todos os donos de juntas de bois que pertencessem às (Mútuas de Gado). Esta obrigação devia-se à crença de que o gado estivesse benzido estava mais protegido dos males pelo que  assim o fundo não era necessário ser acionado tantas vezes. 
Á noite faz-se a tradicional fogueira ao ar livre feita com grandes raízes de árvores para assar o bacalhau embora o bacalhau hoje em dia já não seja assado nessa fogueira é feita para manter a tradição e para aquecer o ar gelado habitual da época.